# Montarlot
Ne doit pas être confondu avec Montarlot-lès-Rioz ou Montarlot-lès-Champlitte.
Montarlot est une ancienne commune française située dans le département de Seine-et-Marne en région Île-de-France, devenue, le 1er janvier 2016, une commune déléguée de la commune nouvelle de Moret-Loing-et-Orvanne.
Les habitants sont appelés les Arlomontois(es).

## Géographie

### Localisation
La commune est située à environ 10,5 kilomètres au sud-ouest de Montereau-Fault-Yonne.

### Communes limitrophes
|          |           | La Grande-Paroisse  |
| Écuelles | Montarlot | Ville-Saint-Jacques |
|          | Villecerf |                     |

### Hydrographie
Le système hydrographique de la commune se compose de dix cours d'eau référencés :
- la rivière Orvanne, longue de 38,84 km[2], affluent du Loing, en limite ouest de la commune, ainsi que  :
  - un bras de 0,04 km[3] ;
  - un bras de 0,05 km[4] ;
  - un bras de 0,13 km[5] ;
  - un bras de 0,67 km[6] ;
  - un bras de 0,73 km[7] ;
  - un bras de 0,87 km[8] ;
  - un bras de 1,81 km[9] ;
  - un bras de 1,98 km[10] ;
  - le ru des Bouillons, 3,65 km[11], affluent de l’Orvanne.

Par ailleurs, son territoire est également traversé par  l'aqueduc de la Vanne.
La longueur linéaire globale des cours d'eau sur la commune est de 5,79 km.

## Urbanisme

### Occupation des sols
En 2018, le territoire de la commune déléguée se répartit en 84 % de terres arables, 10,8 % de zones agricoles hétérogènes et 5,2 % de forêts.

### Logement
Montarlot reste déléguée au sein de Moret-Loing-et-Orvanne (77316) (commune nouvelle).

## Toponymie
Issu de Monasterium (couvent, monastère) puis monasterellum.

## Histoire
Montarlot est mentionnée au VIIe siècle : église à la collation de l'archevêque de Sens.
La commune fusionne le 1er janvier 2016 avec les communes d'Orvanne et d'Épisy pour former la commune nouvelle de Moret-Loing-et-Orvanne.

## Politique et administration

### Liste des maires
| Période                                  | Période          | Identité         | Étiquette | Qualité  |
| ---------------------------------------- | ---------------- | ---------------- | --------- | -------- |
| Les données manquantes sont à compléter. |                  |                  |           |          |
| 1989                                     | 2008             | Edouard Lewinski | DVD       | Horloger |
| 2008                                     | 2011             | Jacques Bonet    |           |          |
| 2011                                     | 31 décembre 2015 | Lionel Loeuillot | SE        |          |

### Liste des maires délégués
| Période          | Période                     | Identité                    | Étiquette | Qualité      |
| ---------------- | --------------------------- | --------------------------- | --------- | ------------ |
| 1er janvier 2016 | 3 juillet 2020              | Lionel Loeuillot            | SE        |              |
| 3 juillet 2020   | En cours (au 1er juin 2023) | Catherine Arriat-Boisserand | DVG       | Institutrice |

## Population et société

### Démographie
L'évolution du nombre d'habitants est connue à travers les recensements de la population effectués dans la commune depuis 1793. À partir du 1er janvier 2009, les populations légales des communes sont publiées annuellement dans le cadre d'un recensement qui repose désormais sur une collecte d'information annuelle, concernant successivement tous les territoires communaux au cours d'une période de cinq ans. 
Pour les communes de moins de 10 000 habitants, une enquête de recensement portant sur toute la population est réalisée tous les cinq ans, les populations légales des années intermédiaires étant quant à elles estimées par interpolation ou extrapolation. Pour la commune, le premier recensement exhaustif entrant dans le cadre du nouveau dispositif a été réalisé en 2007,.
En 2013, la commune comptait 234 habitants, en évolution de +12,5 % par rapport à 2008 (Seine-et-Marne : +4,91 %, France hors Mayotte : +2,49 %).
| 1793 | 1800 | 1806 | 1821 | 1831 | 1836 | 1841 | 1846 | 1851 |
| ---- | ---- | ---- | ---- | ---- | ---- | ---- | ---- | ---- |
| 109  | 125  | 103  | 130  | 163  | 167  | 204  | 187  | 195  |

| 1856 | 1861 | 1866 | 1872 | 1876 | 1881 | 1886 | 1891 | 1896 |
| ---- | ---- | ---- | ---- | ---- | ---- | ---- | ---- | ---- |
| 186  | 187  | 191  | 174  | 171  | 163  | 166  | 177  | 163  |

| 1901 | 1906 | 1911 | 1921 | 1926 | 1931 | 1936 | 1946 | 1954 |
| ---- | ---- | ---- | ---- | ---- | ---- | ---- | ---- | ---- |
| 154  | 140  | 120  | 118  | 137  | 139  | 135  | 132  | 128  |

| 1962 | 1968 | 1975 | 1982 | 1990 | 1999 | 2007 | 2011 | 2013 |
| ---- | ---- | ---- | ---- | ---- | ---- | ---- | ---- | ---- |
| 149  | 119  | 175  | 174  | 224  | 227  | 205  | 225  | 234  |

## Économie
Depuis le 1er janvier 2017, Montarlot reste déléguée au sein de la commune nouvelle Moret Loing et Orvanne (77316).

## Culture locale et patrimoine

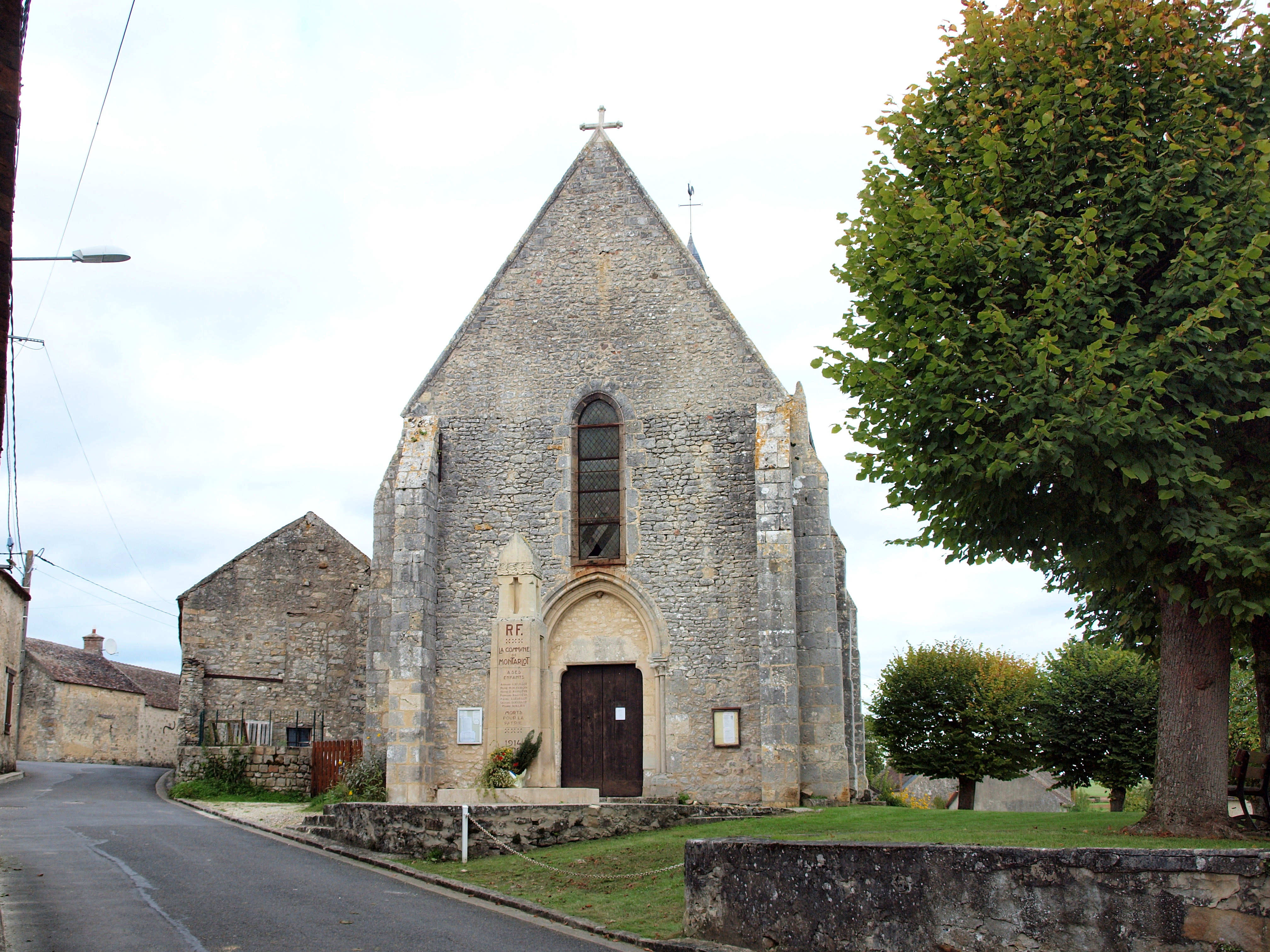
L'église Saint-Mammes.

### Lieux et monuments
- Église Saint-Mammès, (fin XIIe/XIIIe), classée au titre des monuments historiques[24],[25].

Chœur carré à voûtes d'ogives et nef lambrissée séparés par une étroite travée (XIIIe) à arcades en tiers-point et colonnettes à chapiteaux à crochets, clocher carré ; fonts baptismaux (XVe), pierre tombale (XIVe), Vierge allaitant polychrome (XVIe).
- Vallée de l'Orvanne.
- Marais.